# Mariano Coppedè
Mariano Coppedè (Firenze, 14 agosto 1839 – Firenze, 20 dicembre 1920) è stato un artigiano, scultore, intagliatore ed ebanista italiano.

## Biografia
Nacque sotto il dominio del Granducato di Toscana da Luigi, sarto, e da Assunta Masini. Cinque anni dopo rimase orfano. Venne così affidato dapprima all'Orfanotrofio del Bigallo, in seguito fu trasferito alla Pia Casa del Lavoro. Fu portato ad attività artigianali presso diverse botteghe e svolgendo varie mansioni, poi si stabilì presso un intagliatore. Passò quindi sotto altrettanti maestri che lo formarono.
Aderì ai moti risorgimentali nel 1859 e nel 1860, ottenendo riconoscimenti al valore.
Ritornato nella sua città natale si sposò con Antonietta Bizzarri nel 1865. Con lei ebbe tre figli: Gino, Carlo e Adolfo.
Nel 1875 avviò un proprio laboratorio di mobili, arredi e decorazioni, situato alla loggia dei Servi di Maria. Attraversando una crisi economica e il decesso della moglie, riuscì ad imporsi professionalmente. Nel 1885 cambiò postazione occupando uno spazio più grande sul lungarno Guicciardini, qui facendosi conoscere ufficialmente come Casa Artistica “Coppedè”, frequentata anche da facoltosi e da illustri personalità.

### Stile Coppedè
Il suo eclettico stile artistico influenzerà i figli architetti che diedero vita al cosiddetto Stile Coppedè.

## Opere
- Castello Mackenzie, come collaboratore del figlio progettista dell'edificio.[2]